# ملكة جمال الولايات المتحدة الأمريكية 1987
ملكة جمال الولايات المتحدة الأمريكية 1987 (بالإنجليزية: Miss USA 1987) هي مسابقة ملكة جمال الولايات المتحدة السادسة والثلاثين في تاريخ مسابقة ملكة جمال الولايات المتحدة الأمريكية منذ انطلاقتها عام 1952، تم بث الحفل على الهواء مباشرة في 17 فبراير من البوكيرك، نيومكسيكو على شبكة سي بي إس. تم استضافة الاحتفالات للمرة الأخيرة من قبل بوب باركر. في ختام المسابقة النهائية ، توجت ميشيل روير من ولاية تكساس ملكة جمال الولايات المتحدة الأمريكية 1987 ، لتصبح الفائز الثالث على التوالي من ولاية تكساس.

## النتائج

### المراكز النهائية
| النتائج النهائية                          | المتنافسة |
| ----------------------------------------- | --- |
| ملكة جمال الولايات المتحدة الأمريكية 1987 | - تكساس - ميشيل روير |
| الوصيفة الأولى                            | - فلوريدا - كلوي كابريرا |
| الوصيفة الثانية                           | - أريزونا - ديان مارتن |
| الوصيفة الثالثة                           | - ميزوري - دوان فونسيكا |
| الوصيفة الرابعة                           | - جورجيا - صوفيا بوين |
| نصف نهائي                                 | - ميسيسيبي - كاثرين مانينغ - نيو مكسيكو - كريستون كيلغور - إلينوي - جوان بيرج - نيفادا - تامي بيركنز - فيرجينيا الغربية - بولا موريسون - فرجينيا - مارشا رولز |

## المتسابقات
- ألاباما - روندا جاريت
- ألاسكا - شيلي دنليفي
- أريزونا - ديان لين مارتن
- أركنساس - شيري سميلتزر
- كاليفورنيا - لوري لين ديكرسون
- كولورادو - بولي كوسكا
- كونيتيكت - جولين فوي
- ديلاوير - شيلي هارالسون
- مقاطعة كولومبيا - إدوينا ريتشارد
- فلوريدا - كلوتيلد "كلو" هيلين كابريرا
- جورجيا - صوفيا ماري بوين
- هاواي - ديبوراه لاسلو
- أيداهو - فيكي هوفمان
- إلينوي - جوان إليزابيث بيرج
- إنديانا - أليسيا راي ماسالكوسكي
- آيوا - كاتي لين ماجي
- كانساس - مارتينا كاستيل
- كنتاكي - بيث آن كلارك
- لويزيانا - كارول كارتر
- مين - جينجر كيلغور
- ميريلاند - ميشيل سنو
- ماساتشوستس - روزانا ايفرسن
- ميشيغان - إليزابيث بوليو
- مينيسوتا - كريستين روزنبرجر
- ميسيسيبي - كاثرين كلير مانينغ
- ميزوري - داون تيريزا فونسيكا
- مونتانا - كونستانس كولا
- نبراسكا - إيمي أندرسون
- نيفادا - تامي لي بيركنز
- نيو هامبشاير - لوري دوركي
- نيو جيرسي - ستايسي فوكس
- نيو مكسيكو - كريستون غيل كيلجور
- نيويورك - كونستانس ماكولاه
- كارولاينا الشمالية - دونا ويلسون
- داكوتا الشمالية - شيللي غانغينيس
- أوهايو - هالي بونيل
- أوكلاهوما - ديان رودي
- أوريغون - تمارا بريميانو
- بنسلفانيا - ليزا رينكيفيتش
- رود آيلاند - ليزا بنسون
- كارولاينا الجنوبية - إليزابيث وودارد
- داكوتا الجنوبية - جانا فان وودنبرغ
- تينيسي - مولي براون
- تكساس - ميشيل رينيه روير
- يوتا - باتي ثورب
- فيرمونت - كارول وودوورث
- فرجينيا - مارشا آن رالز
- واشنطن - جينيفر دورفلينغر
- فرجينيا الغربية - بولا جان موريسون
- ويسكونسن - ريجينا ماريا بارت
- وايومنغ - ميشيل رينيه زيمرمان
- ملكة جمال مراهقات الولايات المتحدة الأمريكية 1986 - أليسون براون

## روابط خارجية
- موقع ملكة جمال الولايات المتحدة الأمريكية الرسمي